# Густав Адольф Носске
Ґустав Адольф Носске (нім. Gustav Adolf Nosske; 29 грудня 1902, Галле, Німецька імперія — 9 серпня 1986, Дюссельдорф, ФРН) — німецький юрист, оберштурмбаннфюрер СС, командир 12-ї айнзатцкоманди, що здійснювала Голокост на Південному Заході Росії. Після війни засуджений як військовий злочинець.

## Біографія
Працював адвокатом у Аахені і Галле. У 1933 році вступив в НСДАП і в СС. У 1935 році — заступник керівника гестапо в Аахені, з вересня 1936 року по червень 1941 року керував гестапо у Франкфурті-на-Одері. Потім був керівником 12-ї айнзатцкоманди. У своєму звіті, відправленому в Берлін, він розповів про 1515 убитих людей (721 єврей, 271 комуніст, 74 партизана і 421 циган). З квітня по жовтень 1942 року був референтом у східним справах в РСХА, пізніше очолив відділ 4D в гестапо. З 1943 по 1944 рік очолював гестапо Дюссельдорфа. На Нюрнберзькому процесі у справі айнзацгруп був засуджений до довічного тюремного ув'язнення. 15 грудня 1951 року звільнений з Ландсбергської в'язниці. У 1965 році виступав свідком на Аушвіцькому процесі у Франкфурті.

## Нагороди[1]
- Хрест Воєнних заслуг 2-го класу з мечами
- Кільце «Мертва голова»
- Почесна шпага рейхсфюрера СС